# Route 105 (Ontario)
Pour les articles homonymes, voir Route 105.
La route 105 est une route provinciale de l'Ontario mesurant 174 kilomètres. Elle dessert l'extrême nord-ouest de la province, reliant la route 17 à Vermillion Bay à Red Lake et à Balmertown via la route 125.

## Tracé
La route 105 débute au croisement de la route 17, à Vermillion Bay (la route Transcanadienne). Elle commence par se diriger vers le nord pendant environ 35 kilomètres avant de bifurquer vers l'est pendant une courte période à la hauteur du lac Clay. Elle longe ensuite le lac Perrault en traversant Perrault Falls, puis suit la rive ouest du lac Seul en prenant une trajectoire nord-nord-ouest. Elle traverse ensuite la ville de Ear Falls avant de continuer sa route vers le nord-ouest jusqu'au parc provincial Pakwash. Elle longe finalement les lacs Bruce, Pakwash et Gullrock avant de croiser la route 125 en direction de Balmertown et finit sa course sur la Route 618, dans le centre de Red Lake.
La 105 est très isolée et aucun service n'est offert le long de la route jusqu'à Red Lake. En effet, elle traverse une région boréale de l'Ontario. 

## Intersections
| Route 105 |                |      |                                          |                                                         |
| District  | Ville          | km   | Intersection/Destinations                | Notes                                                   |
| Kenora    | Vermillion Bay | 0    | R-17, Kenora, Winnipeg (MB), Thunder Bay | Début de la route 105                                   |
| Kenora    | Red Lake Road  | ~15  | Route 609 ouest, Quilbell, lac Clay      | Route isolée jusqu'à Ear Falls                          |
| Kenora    | Ear Falls      | ~95  | Route 804 ouest, lac Anishinobi          |                                                         |
| Kenora    | Ear Falls      | ~100 | Route 657 est, Goldpines                 | Route très isolée jusqu'à la jonction avec la Route 125 |
| Kenora    | Red Lake       | 171  | R-125 nord, Balmertown                   |                                                         |
| Kenora    | Red Lake       | 174  | Route 618 sud, Madsen                    | Fin de la 105                                           |